# Red tape

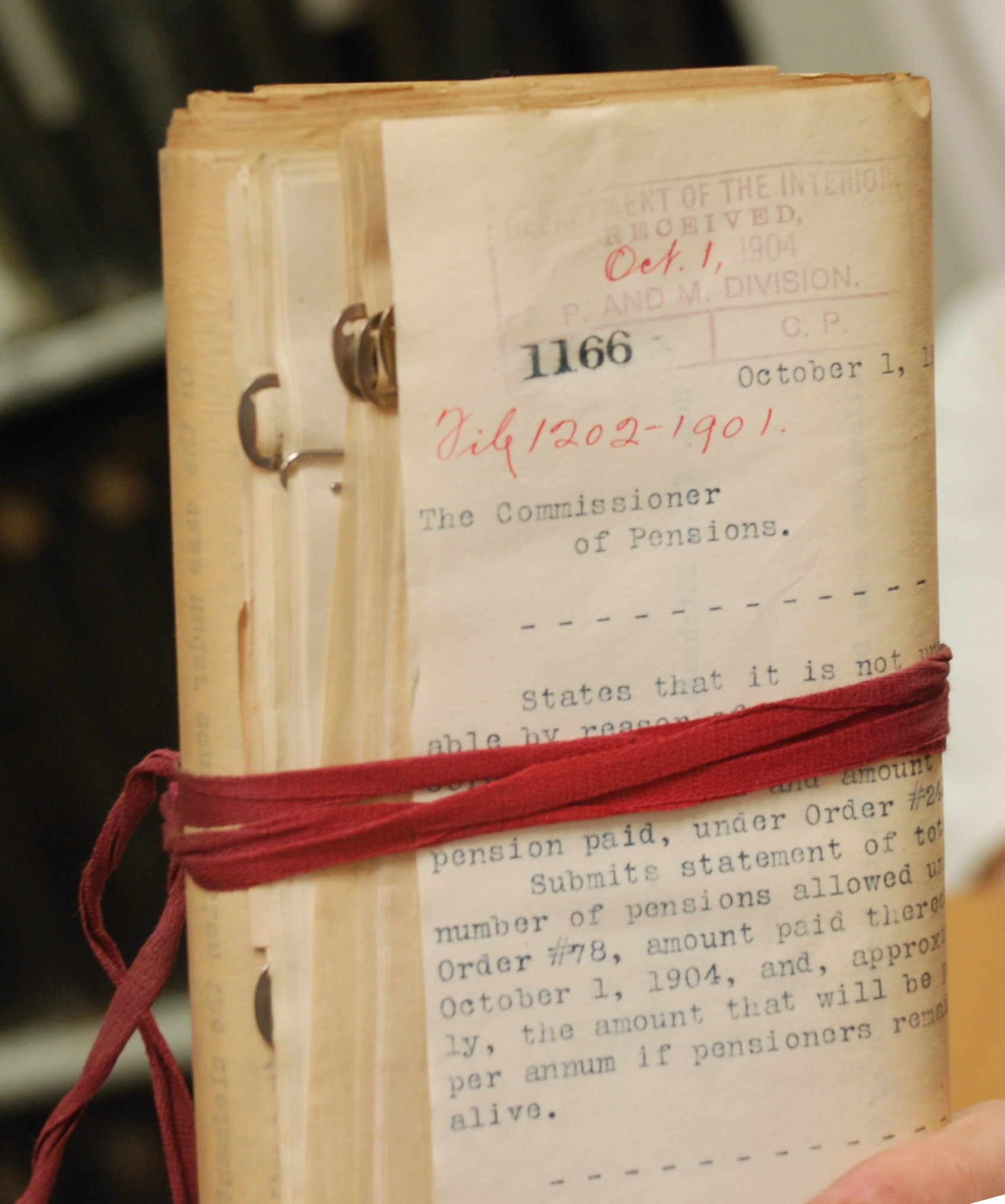
Pacote de documentos de pensão dos EUA de 1906 encadernados em fita-vermelha

Red Tape é uma expressão de origem inglesa, literalmente traduzida como "fita vermelha" e é um sinônimo de burocracia. Nesse contexto, consiste numa expressão idiomática que se refere a regulamentos (leis) ou conformidade com regras ou padrões formais que são considerados excessivos, rígidos ou redundantes ou à burocracia que impede a ação ou a tomada de decisões.  Geralmente é aplicado a governos, corporações e outras grandes organizações. As coisas frequentemente descritas como "fita-vermelha" incluem preencher a papelada, obter licenças, ter várias pessoas ou comitês aprovando uma decisão e várias regras de baixo nível que tornam a condução dos negócios mais lenta, mais difícil ou ambos. Estudos meta-analíticos em 2020 demonstraram que a burocracia dificulta o desempenho organizacional e o bem-estar dos funcionários.  Um conceito relacionado, custo administrativo ou carga administrativa, refere-se aos custos que os cidadãos podem experimentar em sua interação com o governo, mesmo que regulamentações burocráticas ou procedimentos servem a propósitos legítimos.  

## Origens
Geralmente acredita-se que o termo se originou com a administração espanhola de Carlos V, rei da Espanha e Sacro Imperador Romano, no início do século XVI, que começou a usar a fita-vermelha em um esforço para modernizar a administração que dirigia seu vasto império. A fita-vermelha foi utilizada para vincular os dossiês administrativos mais importantes que exigiam discussão imediata pelo Conselho de Estado e separá-los de questões que eram tratadas de forma administrativa ordinária, que eram vinculadas com cordas de cores comuns. 
Embora não governassem um território tão vasto como Carlos V, essa prática de usar a fita vermelha para separar os dossiês importantes que deveriam ser discutidos foi rapidamente copiada pelos outros monarcas europeus modernos para melhorar seus governos.
A tradição continuou até os séculos XVII e XVIII. Em seu livro "David Copperfield," Charles Dickens escreveu: "Britannia (em referências ao Reino Unido), aquela infeliz mulher, está sempre diante de mim, como uma ave amarrada: espetada por completo com canetas de escritório e mãos e pés amarrados com fita vermelha." A prática inglesa de amarrar ou prender documentos e papéis oficiais com fita-vermelha foi popularizada nos escritos de Thomas Carlyle , protestando contra a lentidão da burocracia oficial com expressões como "Pouco mais que uma máquina-falante adornada com fita-vermelha (burocrática) e um infeliz excesso de eloqüência parlamentar".  Até hoje, a maioria dos resumos dos advogados de defesa e os de clientes particulares, são amarrados com uma fita de cor rosa conhecida como "fita-rosa" ou "fita-legal". 

## Século XX e XXI
No final do século XX e início do século XXI, com funcionários públicos usando computadores e tecnologia da informação, um legado da administração do Império Espanhol ainda pode ser observado em algumas partes dos níveis superiores da administração espanhola continuam a tradição de usar a fita-vermelha para vincular dossiês importantes que precisam ser discutidos e para mantê-los encadernados na burocracia quando o dossiê é encerrado. É o caso, por exemplo, do Conselho de Estado espanhol, órgão consultivo supremo do Governo espanhol. Em contraste, os tribunais espanhóis de primeira instância usam barbante comum para agrupar documentos, pois seus casos não devem ser julgados em instâncias superiores. O governo espanhol planeja para eliminar gradualmente o uso de papel e abandonar a prática de usar barbante.
A partir do início do século XXI, a burocracia espanhola continua a ser notória por níveis extraordinariamente extremos de burocracia (no sentido figurado).  Em 2013, o Banco Mundial classificou a Espanha em 136º lugar entre 185 países em termos de facilidade para iniciar um negócio, o que levou em média 10 procedimentos e 28 dias.  
Questões semelhantes persistem em toda a América Latina.  Por exemplo, o México foi o lar original da empresa Syntex , uma das maiores empresas farmacêuticas do século XX - mas em 1959, a empresa partiu para a cidade americana de Palo Alto, Califórnia. no que hoje é Vale do Silício, porque seus cientistas estavam fartos dos atrasos burocráticos do governo mexicano que repetidamente impediam suas pesquisas.  A partir de 2009, no México, foram necessários seis meses e uma dúzia de visitas a agências governamentais para obter uma licença para pintar uma casa  e obter uma receita médica mensal  um paciente teve que obter assinaturas de dois médicos do governo e carimbos de quatro burocratas diferentes antes de apresentar a receita a um dispensário. 
Nos Estados Unidos, a redução da burocracia foi um princípio central de um estudo da National Performance Review (Avaliação Nacional de Desempenho) de 1993 solicitada pelo governo Clinton. 

## Desburocratização
A expressão "cortando a fita-vermelha", sinônimo literal de "desburocratização" geralmente se refere a uma redução dos obstáculos burocráticos à ação. Estudiosos da administração pública estudaram o impacto da burocracia nos servidores públicos por meio de pesquisas sobre desempenho administrativo, impacto comportamental e qualidade das regras.
Representantes de empresas muitas vezes afirmam que a burocracia é uma barreira para os negócios, especialmente para as pequenas empresas. No Canadá, a Federação Canadense de Negócios Independentes fez uma extensa pesquisa sobre o impacto da burocracia nas pequenas empresas  . Em 2018, as pequenas empresas estavam sujeitas a 15.875 requisitos regulatórios (administrativo) do Ministério de Saúde do Canadá (Health Canada), 1.808 requisitos da Receita Federal Canadense (Canada Revenue Agency) e 4.519 requisitos administrativos do Departamento de Finanças do Candá (Finance Canada).  De acordo com dados compilados pelo governo federal canadense, um total de 136.121 exigências federais foram impostas às empresas, além das exigências provinciais. A regra do "One-for-One" (um por um) do governo canadense recomenda que os administradores públicos compensem os novos custos nos dois anos seguintes à implementação da nova regulamentação. De 2012 a 2018, 131 regulamentações individuais foram eliminadas pelo governo de Ottawa, reduzindo a carga administrativa em 30,6 milhões de dólares. No entanto, durante esse mesmo período, 76 novos regulamentos foram implementados sem seguir essa regra. 
A Comissão Europeia tem um concurso que atribui um prémio à "Melhor Ideia para Redução da Burocracia". O concurso visa "identificar sugestões inovadoras para reduzir a burocracia desnecessária decorrente da legislação europeia".  Em 2008, a Comissão Europeia organizou uma conferência intitulada "Reduzir a burocracia para a Europa". O objetivo da conferência era "reduzir a burocracia e a burocracia excessiva", a fim de ajudar "empresários e empresários a melhorar a competitividade".  Além das reduções reais na burocracia, algumas evidências sugerem que a aplicação de regras de forma consistente e justa pode afetar positivamente até que ponto os cidadãos percebem que existe burocracia em uma agência governamental. 

## Carga administrativa
"Carga administrativa" ("administrative burden", em inglês) é um conceito relacionado a expressão fita-vermelha (tburocracia). Enquanto a expressão fita-vermelha sugere que os regulamentos (administrativos) não servem a propósitos legítimos, o conceito de custo administrativo reconhece que os regulamentos administrativos destinados a bons propósitos podem, no entanto, acarretar um custo.  A carga administrativa pode ser definida como "os custos de aprendizagem, psicológicos e de conformidade que os cidadãos experimentam em suas interações com o governo".  Às vezes, esses custos são vistos como legítimos ou necessários se atingirem valores públicos importantes sem criar um ônus muito oneroso para os cidadãos.
No entanto, a carga (ou custo) administrativa pode exacerbar a desigualdade quando não é distribuída uniformemente ou quando afeta as pessoas de maneira diferente.  Por exemplo, os Khawaja Sira no Paquistão - indivíduos que são "identificados culturalmente como nem homens nem mulheres" - enfrentam altos custos psicológicos de preconceito e custos de conformidade altíssimos quando tentam obter identidades legais.  Indivíduos historicamente explorados ou marginalizados podem optar por não buscar benefícios para os quais são elegíveis, abandonar programas governamentais ou ter interações negativas com burocratas como resultado de custos administrativos desiguais.
Dependendo do tipo de benefício e do nível de sobrecarga experimentado, essas consequências podem ter efeitos negativos na saúde, no emprego e no bem-estar dos indivíduos.  As desigualdades sociais existentes também aumentam a probabilidade de indivíduos vulneráveis enfrentarem custos administrativos em primeiro lugar com base em sua identidade e nos benefícios que buscam (por exemplo, licença maternidade ou auxílio-creche).  Há considerável evidência de que as percepções de merecimento podem influenciar a disposição dos políticos de permitir passivamente os custos administrativos ou criá-los ativamente por meio do desenho de políticas; esta teoria tem implicações de equidade se membros de grupos marginalizados forem vistos como menos merecedores.